# Portale dell'India
Il Portale dell'India (in inglese Gateway of India) è un monumento costruito nel XX secolo a Mumbai, in India. Si tratta di un arco di basalto alto 26 metri.
La struttura fu eretta per commemorare l'approdo del re Giorgio V e della regina Maria a Mumbai, quando visitarono l'India nel 1911.